# Parafia Opatrzności Bożej w Ligocie
Parafia pod wezwaniem Opatrzności Bożej w Ligocie – parafia rzymskokatolicka znajdująca się w Ligocie. Należy do dekanatu Czechowice-Dziedzice w diecezji bielsko-żywieckiej.